# Mouvement populaire de l'Azawad
Le  Mouvement populaire de libération de l'Azawad (MPLA), devenu ensuite le Mouvement populaire de l'Azawad (MPA) est un groupe rebelle touareg formé au nord du Mali pendant la rébellion touarègue de 1990-1996. 

## Historique
Le mouvement est formé en 1988 par Iyad Ag Ghali, un militaire touareg de l'armée libyenne et de la Légion verte. Le 29 juin 1990, ce dernier attaque la gendarmerie de Ménaka et déclenche la deuxième rébellion touarègue contre le Mali,.
Le 6 janvier 1991, Iyad Ag Ghali signe les Accords de Tamanrasset et le MPLA change de nom pour devenir le Mouvement populaire de l'Azawad (MPA). Cependant plusieurs rebelles font scission du MPA, jugé trop dominé par la tribu des Ifoghas. Les Chamanamas fondent le Front populaire de libération de l'Azawad (FPLA) et les Imghads l'Armée révolutionnaire de libération de l'Azawad (ARLA). 
Le MPA rejoint le Mouvements et Fronts unifiés de l'Azawad (MFUA) et signe le Pacte national avec Bamako le 11 avril 1992,.
Parmi les groupes rebelles touaregs, le MPA est le plus modéré et respecte la paix avec l’État malien. Il demeure également le plus important avec un millier de combattants. En 1993 cependant, un conflit éclate entre les Ifoghas du MPA et les Imghads de l'ARLA, ces derniers enlèvent même Intalla Ag Attaher, l'amenokal des Ifoghas. Iyad Ag Ghali rassemble alors ses forces et chasse l'ARLA de l'Adrar Tigharghar et de la région de Kidal. 
Le 26 mars 1996, le MPA est dissous à l'occasion de la cérémonie de la « Flamme de la paix » à Tombouctou, où 3 000 armes sont brûlées,.